# Walter Cronkite
(Sua frase con cui chiudeva il notiziario, seguita dalla data)
Walter Leland Cronkite Jr. (Saint Joseph, 4 novembre 1916 – New York, 17 luglio 2009) è stato un giornalista e conduttore televisivo statunitense.
Per vent'anni, dal 1962 al 1981, condusse il telegiornale della CBS, CBS Evening News; fu spesso citato nei sondaggi come "l'uomo più creduto d'America" per l'esperienza e il rigore professionale.

## Biografia

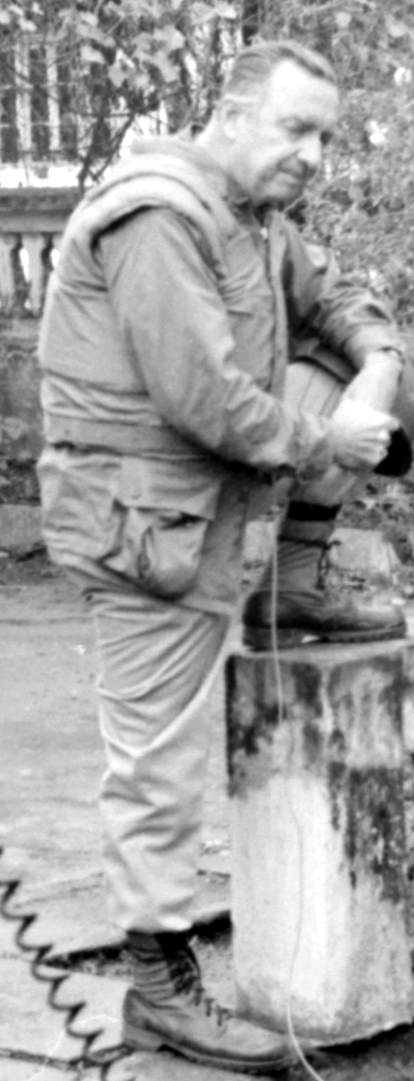
Walter Cronkite nel Vietnam del Sud nel 1968

Cronkite nacque a Saint Joseph, nel Missouri, da genitori di origine scozzese, olandese e tedesca, Helen Lena Fritsche e Walter Leland Cronkite, e crebbe a Houston, nel Texas. Frequentò un corso comprendente scienze politiche, economia e giornalismo all'Università di Austin. Al college entrò nella sezione "Nu" della «Chi Phi Fraternity».
Avviò diverse collaborazioni con i giornali locali, nella cronaca e nello sport, e lasciò per questo gli studi nel 1935. Successivamente divenne annunciatore per la stazione radio WKY di Oklahoma City. Nel 1937 entrò all'agenzia di stampa «United Press». Con l'entrata degli Stati Uniti nella seconda guerra mondiale (1941) seguì l'esercito in Nord Africa ed Europa e divenne uno dei principali giornalisti statunitensi sui campi di battaglia. Si fece paracadutare sui Paesi Bassi con la famosa 101ª Divisione Aviotrasportata e partecipò allo sbarco in Normandia. Dopo la guerra seguì il processo di Norimberga, e lavorò per la United Press a Mosca per due anni.
Nel 1950 entrò alla CBS News, nella neonata sezione televisiva, chiamato da Edward R. Murrow, che aveva già cercato di strappare Cronkite alla United Press durante la guerra.
Il 7 luglio 1952 venne coniato il termine anchor per descrivere il lavoro di Cronkite nella Convention Democratica e in quella Repubblicana del 1952, le prime convention trasmesse televisivamente su scala nazionale.
Cronkite lavorò all'intera copertura mediatica dell'elezione presidenziale del 1952. Nel 1960 è il presentatore delle prime Olimpiadi trasmesse in tv negli USA, quelle invernali di Squaw Valley.
Cronkite svolse il ruolo di anchorman per la CBS Evening News dal 16 aprile 1962 fino al 6 marzo 1981, diventando un'icona mediatica per il pubblico statunitense. Il 2 settembre 1963, Cronkite lanciò per la prima volta un programma notiziario della durata di mezz'ora, ampliando il suo CBS Evening News da 15 a 30 minuti: era nato il moderno telegiornale.

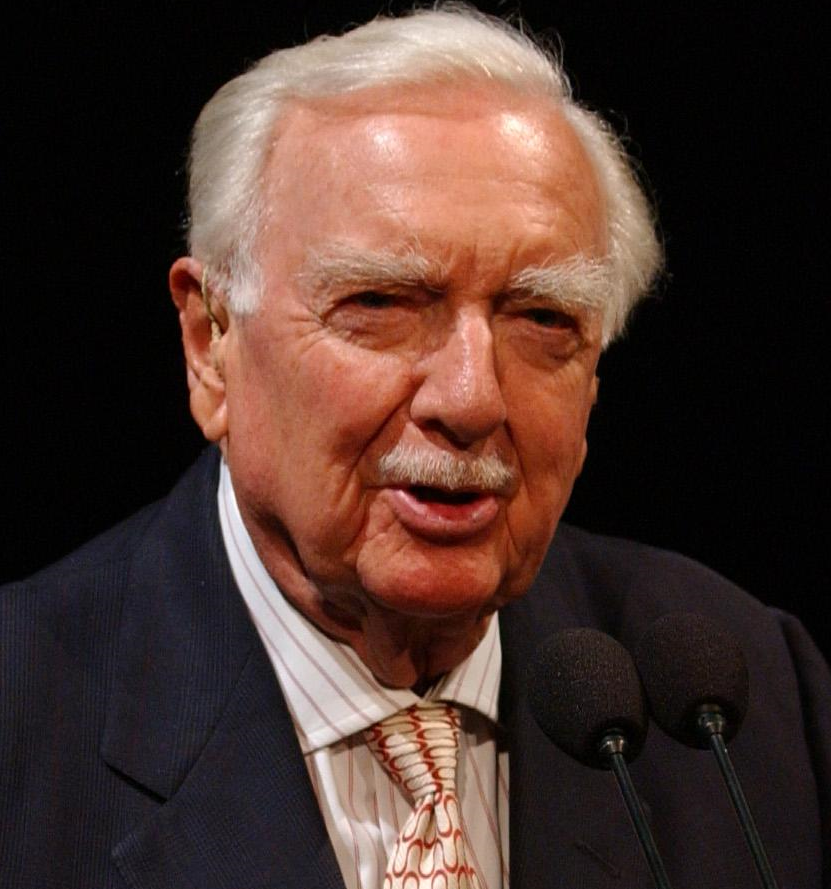
Immagine del 2004

Durante il suo primo periodo alla CBS Evening News, Cronkite fu in competizione con la NBC e il team di Chet Huntley e David Brinkley, che conducevano Huntley-Brinkley Report. Negli anni sessanta, l'Huntley-Brinkley Report aveva più spettatori della trasmissione di Cronkite. Questa situazione cambiò alla fine degli anni 1960, quando la RCA decise di non finanziare NBC News allo stesso modo di come la CBS finanziava CBS News. In seguito, la CBS News acquisì una reputazione per precisione e ampiezza della copertura giornalistica. Nel 1968, la CBS Evening News cominciò a superare Huntley-Brinkley Report per gli spettatori del periodo estivo.
Il CBS Evening News raggiunse il dominio dei notiziari statunitensi nel 1970, quando Huntley si ritirò e polemiche interne alla RCA compromisero la selezione del suo successore e del nuovo format della trasmissione concorrente. In questo periodo la trasmissione di Cronkite ottenne un vantaggio che non avrebbe più perso durante il periodo di presenza di Cronkite (1981).
Nonostante alla fine la NBC si fosse decisa a nominare l'abile, popolare e rispettabile John Chancellor, Cronkite rimase il più popolare anchorman d'America.
Per molti anni Cronkite è stato considerato una delle figure più credibili negli Stati Uniti. Soprannominato "Zio Walter", seguì molti degli avvenimenti più importanti di quel periodo con così grande abilità da creare una stretta relazione nei ricordi tra la sua voce e la crisi di Cuba, l'omicidio di John F. Kennedy, la guerra del Vietnam, lo sbarco lunare dell'Apollo 11 e lo scandalo Watergate.
La sua frase tipica, con cui chiudeva la trasmissione, era …and that's the way it is, ("Così stanno le cose"), seguita dalla data. La frase fu da ispirazione per il successore di Cronkite, Dan Rather, che era solito pronunciare …and that's part of our world tonight ("Stasera, questi sono i fatti che ci riguardano"). Cronkite è ricordato da molti statunitensi per essere stato il primo presentatore ad annunciare la notizia della morte del presidente Kennedy, leggendo durante la lunga diretta sul fatto, queste parole da un dispaccio della Associated Press:
Durante l'annuncio, sul volto di Cronkite sembrò spuntare una lacrima, una rara perdita di compostezza per un presentatore solitamente imperturbabile.
"Zio Walter" ha di recente condotto una serie di speciali televisivi con interviste sugli eventi accaduti durante la sua carriera, dal titolo «L'uomo di cui ci si fida di più in America». Dopo l'editoriale di Cronkite durante l'offensiva del Têt nella guerra del Vietnam, dove affermava che non era possibile vincere quella guerra, il presidente Lyndon Johnson affermò, "Se ho perso Walter Cronkite, ho perso l'America moderata". Poco dopo il rapporto di Cronkite, Johnson lasciò la corsa alla presidenza statunitense del 1968.
L'annuncio del suo ritiro dalle scene, il 14 febbraio 1980 divenne un evento nazionale. Dan Rather gli successe come presentatore al CBS Evening News. Cronkite continuò a tenere un editoriale per la rete King Features Syndicate. Ha trasmesso occasionalmente come corrispondente speciale per CBS, CNN, e NPR fino al 2000. In una di queste occasioni commentò il secondo volo spaziale di John Glenn nel 1998, così come aveva commentato il primo nel 1962.
In seguito ha prestato la sua voce al personaggio di Benjamin Franklin in un cartone animato per le scuole «I fanciulli della Libertà» (Liberty's Kids) e, un radioamatore in un documentario sulle radio amatoriali nel servizio pubblico per l'American Radio Relay League. Nel 1995 ha fatto un'apparizione a Broadway, come narratore in How to Succeed in Business Without Really Trying. L'Università dell'Arizona ha istituito un corso di laurea in giornalismo e comunicazione di massa in suo nome: Walter Cronkite School of Journalism & Mass Communication.
Negli anni ottanta è stato uno dei candidati ad essere inviato nello spazio dalla NASA nell'ambito del programma «Giornalisti nello spazio»; il progetto è stato abbandonato dopo il disastro dello space shuttle Challenger. Nel 1995 doppiò alcune parti per il film Apollo 13, modificandone alcune frasi per renderle più fedeli al suo stile. Nell'aprile 1997, Cronkite fu sottoposto a un quadruplo bypass coronarico d'emergenza.

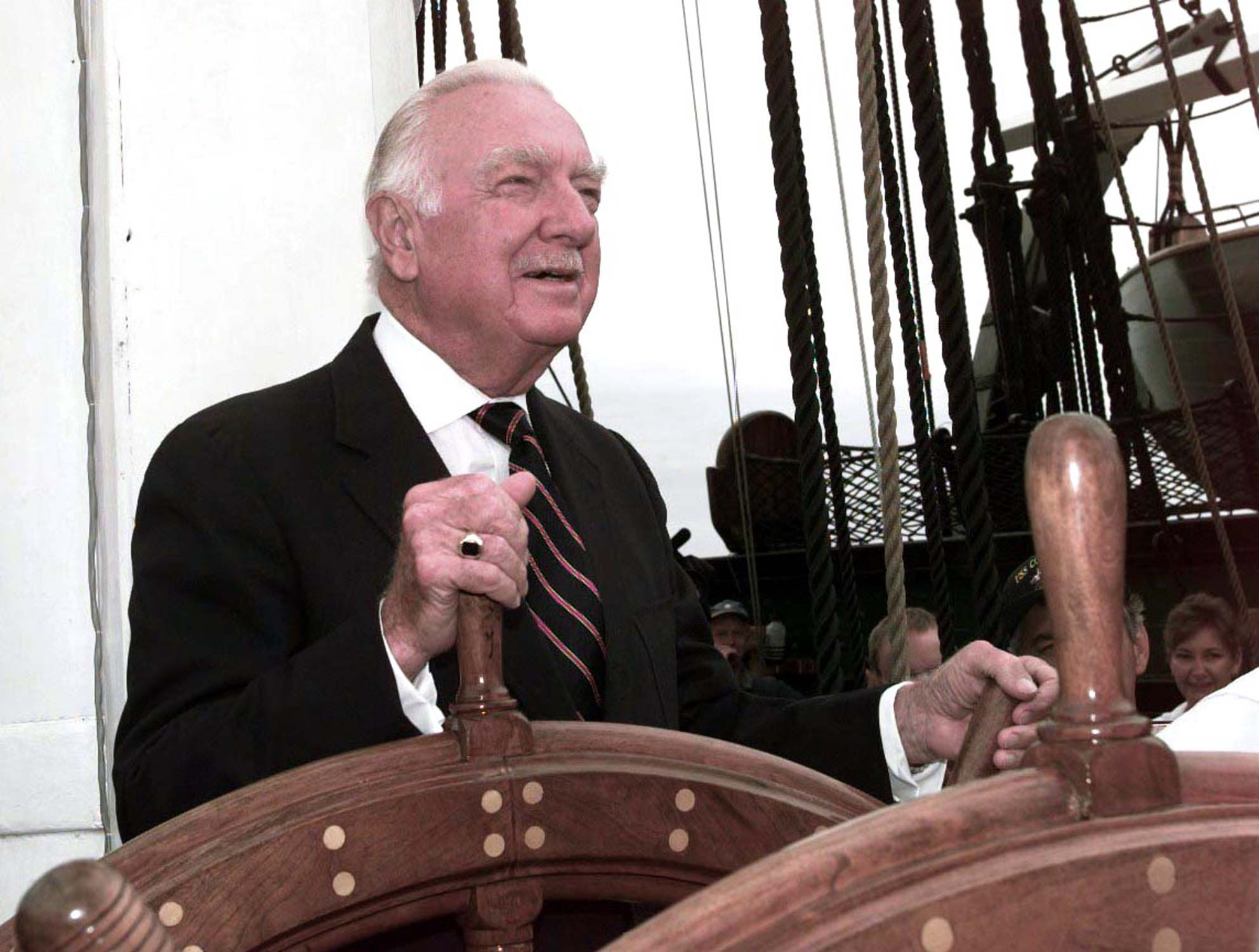
Walter Cronkite

Nonostante il suo ritiro, Cronkite ha continuato a intervenire su questioni politiche dalla sua rubrica di opinionista. Nel 1998 si schierò col Presidente Bill Clinton durante il suo processo per impeachment. Ha proposto l'istituzione di un governo mondiale, raccogliendo fondi per l'Associazione federalista mondiale (oggi Cittadini per soluzioni globali). Alla cerimonia del 1999 per il Global Governance Award intitolato a Norman Cousins, alle Nazioni Unite, Cronkite disse:

### Dopo il 2000
Nel 2003 Cronkite, che possedeva terreni a Martha's Vineyard, fu coinvolto in un lungo dibattito dove si oppose alla costruzione di generatori eolici nella sua zona. Nello stesso anno, nella sua rubrica, criticò il Presidente George W. Bush per la sua invasione dell'Iraq. Fino al 2004, poteva essere visto all'ingresso dell'attrazione di Walt Disney World, «The Magic of Disney Animation», mentre intervistava Robin Williams come se fosse alla CBS News, concludendo con la sua famosa frase. Inoltre, invitava ospiti e turisti al cinema interno al Parco divertimenti.
Cronkite è apparso nel 2004 nel film di Robert Greenwald Outfoxed, con un commento sui supposti comportamenti non etici e sulle politiche interne del FOX News Channel. Cronkite sottolineò che quando FOX News venne fondata da Rupert Murdoch, "doveva essere una organizzazione conservatrice - anzi, di più: una organizzazione di estrema destra". Il 15 febbraio 2005 registrò per la CBS un racconto per la WCC Chatham Radio, un documentario su Guglielmo Marconi e la sua stazione di Chatham. Il documentario è stato diretto da Christopher Seufert della Mooncusser Films e del Chatham Marconi Maritime Center nell'aprile 2005.
Il 15 marzo 2005, Betsy Maxwell, moglie di Cronkite da 65 anni, morì a 89 anni di cancro, lasciando tre figli. Dal maggio 2005 contribuisce al blog del giornale The Huffington Post. Ha prestato la sua voce per le pubblicità dell'Università del Texas, sede di Austin, dove ha studiato. Cronkite era anche un abile marinaio, e membro degli ausiliari della Guardia costiera degli Stati Uniti col rango onorario di Commodoro. Il 15 gennaio 2006 Cronkite disse, durante una conferenza per promuovere un documentario della rete pubblica PBS sulla sua carriera, che paragonava l'invasione statunitense dell'Iraq a quella del Vietnam nel 1968, e che le truppe statunitensi avrebbero dovuto essere ritirate.
Il 16 gennaio 2006, Walter Cronkite dichiarò di stare insieme con l'immobiliarista newyorkese Joanna Simon, sorella delle cantanti Lucy e Carly Simon. "Ci teniamo compagnia, come si diceva un tempo" dichiarò Cronkite. "Non farò mosse improvvise. Non penso sia adatto. Mia moglie è morta da meno di un anno. Aspetterò almeno la fine di quell'anno." In seguito, il 1º marzo 2006, Cronkite è diventato il primo non-astronauta a ricevere il Premio Ambassador of Exploration della NASA.
Cronkite era un oppositore delle leggi e dei provvedimenti ispirati al concetto di "guerra alla droga"; sosteneva l'organizzazione contro la fame Heifer International. È morto il 17 luglio 2009 nella sua casa di New York, a soli tre giorni dal quarantesimo anniversario dell'allunaggio dell'Apollo 11; è stato sepolto nel cimitero Mount Moriah di Kansas City. Alcune sue immagini di repertorio appaiono nel film Argo, del 2012, e nella sigla della serie televisiva The Newsroom, ispirata al giornalismo d'informazione. Viene citato nella canzone di Bob Dylan Black Diamond Bay, contenuta nell'album Desire (1976).